# Salvatore Foti
Salvatore Foti (Palermo, 1988. augusztus 8. –) olasz labdarúgócsatár.